# François Xavier Joseph Danneskiold-Løvendal
François Xavier Joseph greve Danneskiold-Løvendal (fr.: Lowendal) (født 28. december 1742 i Warszawa, død 20. september 1808 i 's-Gravenhage) var en dansk-fransk officer og diplomat.

## I Frankrig
Han var søn af fransk marskal Ulrik Frederik Woldemar rigsgreve Løvendal og dennes 2. hustru. Knap to år gammel kom han til Frankrig, og 1747 udnævntes han til kaptajn og kompagnichef i faderens regiment, som han arvede ved dennes død 1755. 1759-1763 deltog han i Syvårskrigen som adjudant hos svogeren, senere generalløjtnant Lancelot Turpin de Crissé. Hans regiment opløstes 1760, og han fik intet i stedet; 1770 blev han brigader, og i denne egenskab deltog han i Den amerikanske Frihedskrig. Han udmærkede sig, blev kommandant på Guadeloupe og udnævntes 1779 til maréchal de camp, hvorefter han blev hjemkaldt. Løvendal, der ved sin fødsel var dansk friherre og tysk rigsgreve, fik 4. august 1786 patent som greve af Danneskiold-Løvendal.
Ved den franske revolution blev han pekuniært ødelagt, han emigrerede og fik en kommando i fyrsten af Condés hær. Han havde ejet det store slot Château de la Ferté de La Ferté-Saint-Aubin nær Chambord, som han mistede ved revolutionen.

## I Danmark
1795 kom han til Danmark. I januar 1798 blev han dansk generalmajor og kort efter chef for Marinekorpset, som han beholdt i 5 år. Fra 1801-03 var han ekstraordinær gesandt i Sankt Petersborg; sidstnævnte år forflyttedes han i samme egenskab til Haag, hvor han døde 20. september 1808. Danneskiold-Løvendal blev 1801 hvid ridder; han var en statelig repræsentant for l'ancien régimes adel, men en tarvelig diplomat. I året 1772 ægtede han Charlotte Marguerite Elisabeth de Bourbon (1754-1838), legitimeret datter af Charles de Bourbon, hertug af Charolais. Han var fader til Carl Valdemar Danneskiold-Løvendal.